# Fase G0

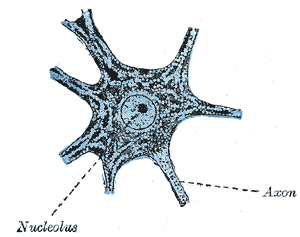
Muchas células de mamíferos, como esta neurona, permanecen permanente o semipermanentemente en G_{0}.

La fase G0 (G sub cero) o el cero de G es un período de la célula en el cual esta permanece en un estado vegetativo. La fase G0 es vista como una etapa distinta y quieta que ocurre fuera del ciclo celular. Esta fase se relaciona con el estado "Post-Mitótico" porque están en una fase que no se divide fuera del ciclo de célula; algunos tipos de células (como neuronas y células de músculo de corazón) cuando alcanzan la madurez (es decir, cuando están terminalmente diferenciados) se hacen post-mitóticas (entran a la fase G0),y realizan sus funciones principales para el resto de la vida del organismo. Las células musculares poli-nucleadas que no sufren Citocinesis
La fase G0 (también conocida como fase de reposo o quiescencia) es un estado en el que las células dejan de dividirse y se mantienen en un estado de inactividad. Las células pueden entrar en G0 por varias razones:
1. *Falta de nutrientes o factores de crecimiento*: Si las células no tienen acceso a los nutrientes o factores de crecimiento necesarios para su crecimiento y división, pueden entrar en G0.
2. *Daño en el ADN*: Si las células sufren daño en el ADN, pueden entrar en G0 para evitar la replicación de errores en el ADN.
3. *Senescencia celular*: Las células pueden entrar en G0 como resultado del envejecimiento celular, lo que puede ser causado por la acortación de los telómeros o la acumulación de daño en el ADN.
4. *Señales externas*: Las células pueden recibir señales externas, como hormonas o factores de crecimiento, que les indican que dejen de dividirse y entren en G0.
La importancia de la fase G0 para la vida celular es:
1. *Conservación de energía*: Al dejar de dividirse, las células pueden conservar energía y recursos.
2. *Reparación del daño*: La fase G0 permite a las células reparar el daño en el ADN y otros componentes celulares.
3. *Mantenimiento de la homeostasis*: La fase G0 ayuda a mantener la homeostasis en el organismo, ya que evita la proliferación descontrolada de células.
4. *Preparación para la división*: La fase G0 puede ser un período de preparación para la división celular, ya que las células pueden acumular nutrientes y factores de crecimiento necesarios para la división.
5. *Regulación del crecimiento y la diferenciación*: La fase G0 puede ser regulada por señales externas, lo que permite controlar el crecimiento y la diferenciación celular.
En resumen, la fase G0 es un estado importante en la vida celular que permite a las células conservar energía, reparar el daño, mantener la homeostasis y prepararse para la división celular.

## Quiescente o senescente
No todas las células se replican continuamente. Las células que no se replican se encuentran en un G0. Estas células pueden ser quiescentes (inactivo) o senescentes (envejecimiento o deterioro). Dichas células generalmente entran a la fase G0 provenientes de G1 porque pueden permanecer en reposo (G0) por un período indeterminado de tiempo (cuando no se necesitan nuevas células), sólo para volver a entrar en la fase G1 y comenzar a dividirse de nuevo bajo condiciones específicas. Mientras que las células quiescentes pueden regresar al ciclo celular, las células senescentes no; Las células desencadenan la senescencia para asegurar que las secuencias de ADN dañadas o defectuosas no se pasen a las células hijas.

## En relación con el ciclo de la Célula
El ciclo celular es un conjunto de eventos que culmina con el crecimiento de la célula y su división. Para que ocurra una apropiada división y proliferación, toda célula eucariota debe seguir un correcto programa genético, el cual hace que ésta pase por diferentes fases y culmine en la división celular. Sin embargo, para que esto suceda se necesita la replicación del genoma, la distribución equitativa de la masa celular y una segregación precisa de cromosomas. La ejecución de esos eventos divide al ciclo celular en cuatro fases:
- crecimiento 1 (G1)
- síntesis (S)
- crecimiento 2 (G2)
- mitosis (M)
- fase de G0 (Es una quinta fase llamada G0 , la cual recibe este nombre porque queda fuera del ciclo. En esta fase la célula está "quiescente", es decir, no está en división, por lo que se encuentra fuera del ciclo celular.

En la fase de G1, llamada primera fase de crecimiento, se "inicia" con una célula que proviene de una división previa. Durante esta fase se capacita a la célula para crecer y producir todas las proteínas necesarias para la síntesis del ADN. La célula aumenta de tamaño y se sintetiza nuevo material citoplásmico, sobre todo proteínas y ARN.
La fase S o de síntesis, es el periodo en que tiene lugar la duplicación del ADN. Cuando termina, el núcleo contiene el doble de ADN y proteínas nucleares. Esto asegura que al dividirse cada una de las células tenga una copia completa de ADN.
En la fase G2, segunda fase de crecimiento se sigue sintetizando ARN y proteínas, se incrementan las proteínas citoplasmáticas y organelos, por lo que la célula aumenta de tamaño y hay cambios visibles en la estructura celular que nos indican el principio de la mitosis o división celular. Al periodo de tiempo que transcurre entre dos mitosis, y que comprende los periodos G1, S y G2, se le denomina interfase.
La fase M o mitosis, es cuando ocurre la división nuclear y celular, en este periodo los cromosomas se separan y ocurre la citocinesis. Las células de mamífero proliferan solo cuando son estimuladas para hacerlo a través de señales intracelulares (factores de transcripción) y extracelulares (factores de crecimiento, hormonas o mitógenos). Si se priva de tales señales, el ciclo celular se detendrá en un punto de control G1 y la célula entrará en el estado G0. La célula puede permanecer en G0 por días, semanas, o incluso años antes que se divida otra vez. Una vez que recibe nuevamente señales, sobre todo extracelulares, son estimuladas a salir de G0 y entran a G1 para iniciar un nuevo ciclo de división.
Durante la fase de G0, la maquinaria de ciclo de célula es desmontada y las Ciclinas y la Quinasa dependiente de ciclina desaparece. Las células entonces permanecen en la fase de G0 hasta que haya una razón en ellas para dividirse;mientras tanto son metabólicamente activas a pesar de que han cesado su crecimiento. Algunas células teclean organismos maduros, como las células Parénquima del hígado y el riñón, entran en la fase de G0 semipermanentemente y sólo puede inducir a comenzar a dividirse otra vez en circunstancias muy específicas. Otros tipos de células, como células epiteliales, siguen dividiéndose en todas partes de la vida de un organismo y raras veces entran en G0.

## Inhibición del ciclo celular
Los rápidos avances en la biotecnología han logrado comprender el estado o fase G0, de tal manera que se han encontrado aplicaciones importantes en el área de la salud porque si una neurona logra permanecer por más tiempo en G0 en lugar de inducir su muerte celular, las enfermedades neurodegenerativas podrían ser menos dañinas o por ejemplo si a una célula cancerígena se le logra inducir a G0 esta logra permanecer sin replicarse; sin embargo, los efectos secundarios cognitivos pueden explicarse por el hecho de que las estrategias de inhibición del ciclo celular actual no son específicos de células ya que también bloquean la proliferación de células progenitoras importantes del cerebro, perjudicando así la neurogénesis  del cerebro adulto. Si los fármacos que bloquean el ciclo celular se utilizan para matar las células tumorales (en el tratamiento de cáncer) y / o ayudar a proteger las neuronas (en el tratamiento de enfermedades del SNC), es probable que los compuestos tendrían que directamente (o indirectamente) bloquear el tumor y el ciclo celular neuronal de reentrada, sin embargo, no afectan el proceso en curso de la neurogénesis. Esto sólo será posible si los mecanismos de señalización son diferentes en los NPCs que dividen en el cerebro adulto, frente a las células tumorales y las neuronas que vuelven a entrar en el ciclo celular de manera irregular. 